# Schitt's Creek
Schitt's Creek er en canadisk tv-sitcom skabt af far og søn Eugene og Dan Levy og sendt på CBC Television fra 13. januar 2015 til 7. april 2020.
Serien består af 80 afsnit fordelt på seks sæsoner. Den er produceret af Not A Real Company Productions og Canadian Broadcasting Corporation. Serien følger den tidligere velhavende Rose-families prøvelser og trængsler. Efter at Roses forretningschef begår underslæb i familievirksomheden, Rose Video, mister familien sin formue og flytter til Schitt's Creek, en lille by de engang købte som en joke.
Familien, der består af Johnny Rose (Eugene Levy) og Moira Rose (Catherine O'Hara) og deres voksne børn David (Dan Levy) og Alexis (Annie Murphy), bor nu på motel skal tilpasse sig livet uden penge og med hinanden.
Konceptet til serien kom fra Dan Levy, der spekulerede på hvordan velhavende familier, som ofte vises i amerikansk reality-tv, ville reagere hvis de mistede alle deres penge.
Han videreudviklede serien med sin far, Eugene, før han pitchede serien til flere canadiske og amerikanske netværk.
Serien blev først solgt til CBC Television i Canada og sikrede sig endelig finansiering til at starte produktionen i sit salg til Pop TV i USA, hvor den havde premiere den 11. februar 2015.
Schitt's Creek modtog ros fra anmelderne og opnåede et kultfølge især for skrivningen, humoren og skuespillet. Serien vandt flere priser inklusiv to ACTRA Awards og 18 Canadian Screen awards.
Den var den første canadiske komedieserie der blev nomineret til en Critics' Choice Television Award for bedste komedieserie.
Den modtog også to Screen Actors Guild Awards inklusiv Screen Actors Guild Award for Outstanding Performance by an Ensemble in a Comedy Series og i alt 19 nomineringer til Primetime Emmy Award inklusiv bedste komedieserie to gange.
Serien modtog 15 af disse nomineringer for sin sjette og sidste sæson, hvilket gjorde den til den mest nominerede til en Primetime Emmy Award for en series sidste sæson.
For dens portræt af LGBT, modtog serien to nomineringer til en GLAAD Media Award for Bedste komedieserie og vandt den ene.
Ved Primetime Emmy Awards 2020 modtog serien priser i alle syv komediekategorier. Det var første gang for en komedie eller dramaserie at modtage alle syv priser.
Samtidigt satte serien en ny rekord for flest Emmyvindere af en komedieserie i én sæson og slog dermed The Marvelous Mrs. Maisels rekord fra 2018.

## Synopsis
Den velhavende Rose-familie - videobutikmagnaten Johnny (Eugene Levy), hans kone og den tidligere sæbeopera-skuespillerinde Moira (Catherine O'Hara) og deres forkælede voksne børn David (Dan Levy) og Alexis (Annie Murphy) - mister deres formue efter at være blevet bedraget af deres forretningschef. De genopbygger deres liv med deres eneste resterende aktiv: en lille by ved navn Schitt's Creek, som Johnny købte til David som en joke-fødselsdagsgave i 1991.
Familien Rose flytter til Schitt's Creek, og flytter ind i to tilstødende værelser i et nedslidt motel. Mens familien tilpasser sig deres nye liv, kommer deres velhavende holdninger i konflikt med de mere provinsielle beboere i Schitt's Creek, inklusiv borgmester Roland Schitt (Chris Elliott) og hans kone Jocelyn (Jenn Robertson), motellets manager Stevie Budd (Emily Hampshire), to byrådsmedlemmer Ronnie (Karen Robinson) og Bob (John Hemphill, dyrlægen Ted Mullens (Dustin Milligan) og tjeneren Twyla Sands (Sarah Levy).

## Rollebesætning

### Vigtigste medvirkende
- Eugene Levy som Johnny Rose, en tidligere videobutiksejer, der købte Schitt's Creek til sin søn som en joke.
- Catherine O'Hara som Moira Rose, den excentriske tidligere stjerne af sæbeoperaen Sunrise Bay.
- Dan Levy som David Rose, den prætentiøse søn af Johnny og Moira. David har svært ved at tilpasse sig landsbylivet i Schitt's Creek.
- Annie Murphy som Alexis Rose, Johnny og Moiras datter. Alexis kæmper for at finde sit kald både i livet og i Schitt's Creek. Hun bliver involveret i en kærlighedstrekant med to beboere i Schitt's Creek.
- Jennifer Robertson som Jocelyn Schitt, borgmesterens kone.
- Tim Rozon som Mutt Schitt (sæson 1–2; speciel gæst sæson 3–4), Roland og Jocelyns søn og Alexis' flirt.
- Emily Hampshire som Stevie Budd, en ekspedient ved motellet, hvor familien Rose bor.
- Chris Elliott som Roland Schitt, Borgmesteren.
- Dustin Milligan som Theodore "Ted" Mullens (sæson 1–5; tilbagevendt sæson 6), byens dyrlæge og Alexis' flirt.
- Sarah Levy som Twyla Sands (sæson 2–6; øvrig medvirkende sæson 1), Café Tropical tjener og senere ejer.
- John Hemphill som Robert "Bob" Currie (sæson 2–3; øvrig medvirkende sæson 1, 4; tilbagevendt sæson 5–6), indehaver af Bob's Garage og et medlem af byrådet.
- Karen Robinson as Veronica "Ronnie" Lee, (sæson 2–6; øvrig medvirkende sæson 1),et medlem af byrådet og et førende medlem af Jazzagals.
- Noah Reid as Patrick Brewer (seasons 4–6; recurring season 3), Davids forretningspartner og flirt.

### Tilbagevendende
- Rizwan Manji som Ray Butani, den eneste ejendomsmægler i byen og et tidligere medlem af byrådet har en række andre virksomheder.
- Marilyn Bellfontaine som Gwen Currie, Bobs kone.
- Robin Duke som Wendy Kurtz (Sæson 2, gæst sæson 5), tøjbutiksejer og Davids tidligere arbejdsgiver
- Lili Connor som Grace (sæson 2–6), tidligere medlem af Jazzagals.
- Steve Lund som Jake (sæson 2–4, gæst sæson 6), Stevie og Davids eks som dater dem begge på samme tid
- Ennis Esmer som Emir Kaplan (sæson 5), en rejseblogger og Stevies tidligere flirt.

### Gæster
- Jasmin Geljo som Ivan (sæson 2–3), en bager, der forsyner motellet med bagværk.
- Sherry Miller og John Bourgios som Bev Taylor og Don Taylor (sæson 2 og 4) Johnny og Moiras gamle velhavende venner
- François Arnaud som Sebastien Raine (sæson 3), Davids eks, der kommer til Schitt's Creek til et photoshoot.
- Meaghan Rath som Klair (sæson 4), Alexis' gamle ven, der støder på Schitt's Creek, mens han er på ferie.
- Paul Shaffer som sig selv (sæson 4),en festgæst i et flashback til familien Roses tidligere julefester.
- Deborah Tennant som Marcy Brewer (sæson 5–6), Patricks mor.
- Ted Whittall som Clint Brewer (sæson 5–6), Patricks far.
- Victor Garber som Clifton Sparks (sæson 6), Moiras tidligere Sunrise Bay-medskuespiller.
- Saul Rubinek som Tippy Bernstein (sæson 6), ledende producer på Sunrise Bay der lider af svimmelhed.
- Henry Czerny som Artie (sæson 6), Alexis' ældre flirt.

## Udvikling

### Koncept
Dan Levy kom på ideen til showet, mens han så reality-tv. Han fortalte Out.com: "Jeg havde set noget reality-tv på det tidspunkt og spekulerede på, hvad der ville ske, hvis en af disse velhavende familier stod til at miste alt. Ville Kardashians stadig være Kardashians uden deres penge?"
Han henvendte sig til sin far, Eugene Levy, for at hjælpe med at udvikle showet; Eugene Levy kom op med serietitlen. Dan Levy besluttede at gøre placeringen af Schitt's Creek vag, men sagde i august 2018, at det er i Canada.
Udgangspunktet for, at Eugene Levys karakter bliver tvunget til at flytte sin familie tilbage til en by, som han engang købte som en joke, minder også om skuespillerinden Kim Basingers køb på 20 millioner dollars af byen Braselton, Georgia i 1989.
Hun håbede, at filmfolk ville komme til byen for at bruge det som filmlokation, og hun tabte en masse penge. Idéen om velhavende mennesker, der køber en by, vender tilbage i Schitt's Creek-idéen.
Levy pitchede i første omgang showet til flere tv-netværk i Canada og USA. Netværkerne HBO og Showtime sagde nej til serien, mens en broadcaster i USA og CBC Television i Canada viste interesse. Serien blev først solgt til CBC, men Levys var mod de store amerikanske tv-stationer efter at være nervøse for tv-selskabernes ry for kreativ indblanding. Schitt's Creek fandt til sidst et amerikansk hjem på Pop TV efter at have indgået en aftale med netværkschef Brad Schwartz, der tidligere havde ansat Dan i MTV Canada.
I de tidlige stadier af udviklingen foreslog forskellige netværk at titlen på serien skulle ændres for at få det til at lyde mindre vulgært. Levy modstod disse forslag og hævdede, at "Schitt" var et legitimt efternavn. For at bevise deres pointe bragte de sider kopieret fra en telefonbog til CBC med lister over personer med "Schitt" -efternavnet. CBC var overbevist og tillod at de brugte den originale titel.
Navnet har stadig været udsat for censurproblemer under salgsfremmende ture i USA, hvor mange netværk forkorter titlen eller giver ekstra ansvarsfraskrivelse, inden de bruger det on-air..
Dan Levy forestillede sig oprindeligt, at serien skulle slutte med sæson fem, men accepterede en sjette sæson efter at have modtaget en toårig fornyelse af kontrakten efter seriens sæson fire.

### Casting
Catherine O'Hara var serieskabernes førstevalg til rollen som den excentriske familiematriark, Moira Rose. O'Hara havde tidligere arbejdet sammen med Eugene på SCTV og flere af Christopher Guests film.
Hun sagde i første omgang nej til rollen i Schitt's Creek med begrundelsen "dovenskab" og en aversion mod langsigtede projekter.
Levy rakte ud til en anden (ikke navngivet) skuespillerinde, men fortsatte med at fedte for O'Hara til rollen. O'Hara sagde til sidst ja til at medvirke i pilotafsnittet uden forpligtelse til at fortsætte i rollen, efter at Schitt's Creek blev købt som en serie. Da serien blev købt af CBC, accepterede O'Hara at fortsætte i rollen.
Annie Murphy blev tilbudt rollen som den forkælede Alexis Rose, efter at skuespilleren Abby Elliott ikke kunne på grund af planlægningskonflikter.
Murphy var på randen af at give op med at spille skuespol, da hun ikke havde arbejdet i over to år, da hun fik en e-mail, hvor hun blev inviteret til en audition til rollen.
Hun var først til audition til rollen i Los Angeles, hvor Dan Levy sagde at hun skilte sig ud på grund af sin "vidunderlige naturlige sympati."
Eugene Levy var usikker på Murphy, fordi hun ikke havde det blonde hår, han havde forestillet sig til rollen som Alexis. Murphy blev efterfølgende kaldt tilbage til en anden audition til en anden rolle, den sarkastiske motel-receptionist Stevie Budd. Efter denne audition overbeviste Dan Levy sin far om, at Murphy kunne farve håret blondt, og hun fik officielt rollen som Alexis Rose.
Emily Hampshire fik rollen som motelreceptionisten Stevie Budd efter en audition ril rollen i Los Angeles. Hun anmodede oprindeligt om at indsende en optaget audition på grund af hendes nerver og tilbagevendende nældefeberudbrud. Hampshire gik til sidst med til at lave en personlig audition, men siger at hun ikke kan huske oplevelsen.
Levy fortalte senere Hampshire, at han fandt hendes audition "charmerende", og hun blev tilbudt rollen som Stevie.
Noah Reid blev tilbudt rollen som Davids forretningspartner og flirt, Patrick Brewer, i sæson tre. Dan Lavy kendte til Reid og inviterede ham til audition på forslag af Stacey Farber.
Reid havde aldrig set serien inden han gik til audition, og var usikker på hvor længe karakteren skulle være en del af serien.
Andre rollebesætningsmedlemmer Chris Elliott og Sarah Levy fik rollerne som henholdsvis Roland Schitt og Twyla Sands uden audition.
Elliott siger, da Eugene Levy tilbød ham rollen som den titulære borgmester, tænkte han: "Hvorfor skulle jeg sige nej?"
Sarah Levy, der er datter til Eugene Levy og søster til Dan Levy, blev spurgt om hun ville være en del af serien inden den var fuldstændig udviklet.
Hun siger at hun var glad for ikke at få rollen som Alexis, så hun, uden for sin virkelige families kredsløb, kunne "gøre sin egen ting" i serien.

### Produktion
Schitt's Creek er produceret af Not a Real Company Productions i samarbejde med CBC og Pop TV. Pop TV sluttede sig til produktionsholdet i sæson to, efter seriens første sæson var blevet produceret alene i samarbejde med CBC.
ITV Studios Global Entertainment samarbejdede også med CBC og Pop TV for at distribuere showet over hele verden.
Eugene Levy, Dan Levy, Fred Levy (Eugenes bror), Andrew Barnsley og Ben Feigin har været producenter gennem hele seriens forløb.
Andre producenter har været manuskriptforfatter Kevin White (sæson to og tre) og David West Read (Sæson fem og seks).
Eugene Levy tjente som showrunner sammen med medskaber og søn, Dan Levy, under seriens første sæson; Dan Levy overtog alene arbejdet som showrunner fra sæson to.
Schitt's Creek var en del af en "ny retning" i programlægning taget af både CBC og Pop TV i tv-sæsonen 2014-15.
Serien havde premiere sammen med 12 nye primetime-shows på CBC, og repræsenterede en af netværkets bestræbelser på at producere "serialiseret, scriptet" indhold såvel som mere "kabel-lignende" serier.

### Optagelsesstil og lokationer
Schitt's Creek blev optaget ved hjælp af et single camera set-up uden livepublikum og dåselatter.
De indvendige scener for de første to sæsoner blev filmet i Pinewood Toronto Studios i Port Lands-området i Toronto,
mens indendørsscenerne til sæson 3 blev filmet i Dufferin Gate Studios i (Etobicoke) Toronto.
Der blev også filmet indendørsscener ved Revival Studios i (Leslieville) Toronto i et ukendt antal sæsoner.
Resten af serien er filmet på lokationer i Goodwood, th Regional Municipality Durham, i Greater Toronto Area, Brantford og Mono, hvor motelscenerne blev filmet.
Goodwood var en af 30 byer der blev spejdet for at finde placeringen af den fiktive by Schitt's Creek, inden produktionen begyndte i 2014.
The Canadian Press skrev 27. juni 2019, at Goodwood var blevet et "turist-hotspot", da optagelserne til den aktuelle sæson blev afsluttet.
Serien blev filmet i flere andre lokationer. Åbningsscenen i den første sæson viser Lisa Vanderpumps tidligere bopæl i Beverly Park i Los Angeles, som facaden af familien Roses bopæl. Interiøroptagelserne af familien Roses ejendom blev filmet på stedet i et Sixtinsk kapel-inspireret palæ i Toronto (30 Fifeshire Road nær Bayview Avenue og York Mills Road). Hovedgaden i Stouffville fungerede som filmlokation i flere scener i seriens første to sæsoner. Applewood Farm and Winery i Stouffville blev også brugt.
Scener, der involverer den fiktive detailhandler, Blouse Barn, i sæson to og tre blev filmet på stedet på Main Street Unionville i Markham.
I sæson fire-episoden "The Jazzaguy" blev scener der involverede et spa-ophold blev filmet på Monte Carlo Inn i Vaughan.
Udendørsoptagelser blev filmet ved Rattlesnake Point i Milton i sæson fems "The Hike".
I sæson seks' "Smoke signals" blev filmet i Graydon Hall Manor et bryllupssted i Toronto.
Serien blev også filmet i Bay-Adelaide Centre og Toronto-Dominion Centre i den sjette sæsons episode "The Pitch". Yderligere optagelser i flere sæson seks episoder fandt sted på et lokalt motel i Brantford.
Det tidligere Hockley Motel i Mono, hvor de udvendige billeder af Rosebud Motel blev filmet, blev sat til salg af dets ejere i november 2020.

### Musik
Schitt's Creek's soundtrack er komponeret af den canadiske film og Tv komponist/sangskriver Maribeth Solomon.
Serien indeholder flere musikalske optrædener fra hoved- og birollerne. De fleste af disse optrædener involvere byens sanggruppe, Jazzagals. Jazzagals' primære medlemmer er Moira Rose, Jocelyn Schitt, Twyla Sands, Ronnie Lee og Gwen Currie. Gennem serien har de lavet coverversioner af "It's Raining Men", "Baby I'm Yours", "Takin' It Home", "Silent Night" og "Islands in the Stream".
I episoden "Carl's Funeral" i sæson et, synger Moira en uledsaget version af "Danny Boy" som en distraktion da Johnnys begravelsestale går galt. Hun synger den samme sang en anden gang senere i filmen.
I episoden "The Motel Guest" i sæson to overnatter borgmester, Roland Schitt, i værelset ved siden af familien Rose, og afspiller sangen "Don't Cry Out Loud" sunget af Melissa Manchester, for at irritere Johnny og Moira.
I episoden "Abestos Fest" i sæson fire, synger David og Moira en duet kendt som "The Number". Denne blanding af julesange blev regelmæssigt udført til familien Roses årlige julefest og inkluderer "O Come, All Ye Faithful", "Deck the Halls" og "God Rest Ye Merry Gentlemen". Sangen blev arrangeret af Catherine O'Hara.
I episoden "Open Mic" i sæson fire synger Patrick et akustisk cover af Tina Turners "The Best" som en kærlighedserklæring til David. Sangen er arrangeret og udført af Noah Reid.
Efter at være blevet sendt i Schitt's Creek blev Reids version af sangen udgivet på Spotify og iTunes, hvor den nåede nr. 1 på de canadiske hitlister. Alt overskuddet fra singlen blev doneret til Ontario-velgørenheden: LGBT Youth Line.
I episoden "Life Is a Cabaret" i sæson fem, opfører hovedkaraktererne "Willkommen" fra musicalen Cabaret. Stevie synger også nummeret "Maybe This Time" som hendes Cabaret-karakter Sally Bowles i samme episode.
Begge sange blev opført foran et live publikum.
I seriens sidste episode "Happy Ending" synger Jazzagals en acapellaversion af James Morrisons "Precious Love" og Tina Turners "The Best" ved David og Patricks bryllup. Noah Reids Patrick synger også en del af Mariah Careys "Always Be My Baby" som en del af hans bryllupsløfter til David i samme episode.

## Eksterne links
- Schitt's Creek på Internet Movie Database (engelsk)
- Schitt's Creek på Rotten Tomatoes (engelsk)
- Schitt's Creek på Metacritic (engelsk)
- Schitt's Creek på Netflix (engelsk)
- Schitt's Creek hos The Movie Database (engelsk)
- Schitt's Creek hos TheTVDB (engelsk)